# Cabeça Santa
Cabeça Santa es una freguesia portuguesa del concelho de Penafiel, con 5,10 km² de superficie y 2.537 habitantes (2001). Su densidad de población es de 497,5 hab/km².

## Toponimia
Cabeça Santa, antes llamada Gândara, tenía una reliquia sagrada que dio nombre al pueblo, el cráneo de un niño pequeño, cubierto con un cordón y correas plateadas.
Nadie sabe cómo apareció dicha cabeza, pero la reliquia era conocida por ser capaz de producir milagros. 
En el verano de 1981, alguien entró a la iglesia y se llevó la reliquia.

## Patrimonio
Iglesia del Salvador de Cabeça Santa que integra la Ruta del Románico de Vale do Sousa.